# Kevin Korjus
Kevin Korjus (ur. 9 stycznia 1993 roku) – estoński kierowca wyścigowy.

## Życiorys
Estończyk karierę rozpoczął od startów w kartingu. Na międzynarodowej arenie pojawił się w 2006 roku. Dwa lata później zadebiutował w wyścigach samochodów jednomiejscowych. Startując w Finlandzkiej Formule Renault sięgnął po tytuł wicemistrzowski. Oprócz tego zajął 3. i 4. pozycję odpowiednio w Formule Renault NEZ 2.0 oraz (wystąpił w dwóch wyścigach) w Estońskiej Formule Renault.
W roku 2009 brał udział w Północnoeuropejskiej Formule Renault. Zmagania w niej zakończył na 5. miejscu. W ciągu dwóch lat startów współpracował z ekipą T.T. Racing Team. Rok później awansował do europejskiego cyklu, w której startował w barwach Koiranen Bros. Motorsport. Nieoczekiwanie Korjus w dominującym stylu sięgnął po tytuł mistrzowski, stając w dwunastu z szesnastu wyścigów na podium, z czego aż dziewięć razy na najwyższym stopniu. Poza tym sześciokrotnie zdobył pole position.
Na sezon 2011 Estończyk podpisał kontrakt z francuską stajnią Tech 1 Racing, na udział w Formule Renault 3.5. Kevin pokazał swój talent, będąc już w drugim wyścigu (w Aragonii) na najwyższym stopniu podium. Sukces powtórzył jeszcze dwukrotnie, na włoskim torze Monza oraz niemieckim Nürburgringu. Małe doświadczenie nie pozwoliło mu jednak skutecznie rywalizować o najwyższe cele i ostatecznie obiecujący rok zakończył na 6. miejscu (jego partner Arthur Pic był dopiero dwudziesty trzeci). Poza Formułą Renault 3.5 w sezonie 2011 Korjus startował także w Auto GP. Po startach w dwóch wyścigach uplasował się na 18 pozycji w klasyfikacji końcowej.
W sezonie 2012 Formuły Renault 3.5 Estończyk startował początkowo w zespole Tech 1 Racing, lecz po zakończeniu rundy na Silverstone zmienił zespół na Lotus. Jego największym osiągnięciem jest trzecia lokata podczas drugiego wyścigu na Nürburgringu. Sezon ukończył na 10 pozycji w klasyfikacji generalnej.
Na sezon 2013 podpisał kontrakt na starty w serii GP3 z zespołem Koiranen GP. W ciągu szesnastu wyścigów, w których wystartował, czterokrotnie stawał na podium, ale nigdy nie wygrywał. Z dorobkiem 107 punktów został sklasyfikowany na siódmej pozycji w klasyfikacji generalnej.

## Wyniki

### GP3
| Legenda oznaczeń w tabelach wyników Wyświetl szablon na nowej stronie | Legenda oznaczeń w tabelach wyników Wyświetl szablon na nowej stronie                                                                     |
| Oznaczenie                                                            | Wyjaśnienie |
| --------------------------------------------------------------------- | --- |
| Złoty                                                                 | Zwycięzca lub mistrzostwo |
| Srebrny                                                               | 2. miejsce lub wicemistrzostwo |
| Brązowy                                                               | 3. miejsce lub II wicemistrzostwo |
| Zielony                                                               | Ukończył, punktował (w klasyfikacji generalnej, gdy zdobył co najmniej jeden punkt na przestrzeni sezonu, poza trzema powyższymi opcjami) |
| Niebieski                                                             | Ukończył, nie punktował (w klasyfikacji generalnej, gdy nie zdobył co najmniej jednego punktu na przestrzeni sezonu)                      |
| Czerwony                                                              | Nie zakwalifikował się (NZ) |
| Czerwony                                                              | Nie prekwalifikował się (NPK) |
| Różowy                                                                | Nie ukończył (NU) |
| Różowy                                                                | Niesklasyfikowany (NS) (w klasyfikacji generalnej, gdy nie został sklasyfikowany w żadnym wyścigu sezonu)                                 |
| Czarny                                                                | Zdyskwalifikowany (DK) |
| Czarny                                                                | Wykluczony (WYK/EX) |
| Biały                                                                 | Nie wystartował (NW) |
| Biały                                                                 | Kontuzjowany (K/INJ) |
| Biały                                                                 | Wyścig odwołany (OD/C) |
| Bez koloru                                                            | Został wycofany (WYC/WD) |
| Bez koloru                                                            | Nie przybył (NP/DNA) |
| Bez koloru                                                            | Nie brał udziału w treningach (NT/DNP) |
| Bez koloru                                                            | Nie został zgłoszony (–) |
| Pogrubienie                                                           | Start z pole position |
| Kursywa                                                               | Najszybsze okrążenie wyścigu |
| †                                                                     | Nie ukończył, ale jego rezultat został zaliczony ze względu na przejechanie więcej niż 90% dystansu wyścigu.                              |
| *                                                                     | Sezon w trakcie |
| 1/2/3                                                                 | Punktowana pozycja w sprincie kwalifikacyjnym                                                                                             |
| Lista systemów punktacji Formuły 1                                    | |

| Rok  | Zespół      | Wyniki w poszczególnych eliminacjach | Wyniki w poszczególnych eliminacjach | Wyniki w poszczególnych eliminacjach | Wyniki w poszczególnych eliminacjach | Wyniki w poszczególnych eliminacjach | Wyniki w poszczególnych eliminacjach | Wyniki w poszczególnych eliminacjach | Wyniki w poszczególnych eliminacjach | Wyniki w poszczególnych eliminacjach | Wyniki w poszczególnych eliminacjach | Wyniki w poszczególnych eliminacjach | Wyniki w poszczególnych eliminacjach | Wyniki w poszczególnych eliminacjach | Wyniki w poszczególnych eliminacjach | Wyniki w poszczególnych eliminacjach | Wyniki w poszczególnych eliminacjach | Punkty | Pozycja |
| ---- | ----------- | ------------------------------------ | ------------------------------------ | ------------------------------------ | ------------------------------------ | ------------------------------------ | ------------------------------------ | ------------------------------------ | ------------------------------------ | ------------------------------------ | ------------------------------------ | ------------------------------------ | ------------------------------------ | ------------------------------------ | ------------------------------------ | ------------------------------------ | ------------------------------------ | ------ | ------- |
| 2013 | Koiranen GP | ESP                                  | ESP                                  | VAL                                  | VAL                                  | GBR                                  | GBR                                  | DEU                                  | DEU                                  | HUN                                  | HUN                                  | BEL                                  | BEL                                  | ITA                                  | ITA                                  | ARE                                  | ARE                                  | 107    | 7       |
| 2013 | Koiranen GP | 8                                    | 2                                    | 3                                    | 6                                    | 2                                    | 9                                    | 20                                   | 15                                   | 7                                    | 3                                    | 4                                    | 5                                    | 6                                    | 5                                    | 12                                   | 12                                   | 107    | 7       |

### Formuła Renault 3.5
| Legenda oznaczeń w tabelach wyników Wyświetl szablon na nowej stronie | Legenda oznaczeń w tabelach wyników Wyświetl szablon na nowej stronie                                                                     |
| Oznaczenie                                                            | Wyjaśnienie |
| --------------------------------------------------------------------- | --- |
| Złoty                                                                 | Zwycięzca lub mistrzostwo |
| Srebrny                                                               | 2. miejsce lub wicemistrzostwo |
| Brązowy                                                               | 3. miejsce lub II wicemistrzostwo |
| Zielony                                                               | Ukończył, punktował (w klasyfikacji generalnej, gdy zdobył co najmniej jeden punkt na przestrzeni sezonu, poza trzema powyższymi opcjami) |
| Niebieski                                                             | Ukończył, nie punktował (w klasyfikacji generalnej, gdy nie zdobył co najmniej jednego punktu na przestrzeni sezonu)                      |
| Czerwony                                                              | Nie zakwalifikował się (NZ) |
| Czerwony                                                              | Nie prekwalifikował się (NPK) |
| Różowy                                                                | Nie ukończył (NU) |
| Różowy                                                                | Niesklasyfikowany (NS) (w klasyfikacji generalnej, gdy nie został sklasyfikowany w żadnym wyścigu sezonu)                                 |
| Czarny                                                                | Zdyskwalifikowany (DK) |
| Czarny                                                                | Wykluczony (WYK/EX) |
| Biały                                                                 | Nie wystartował (NW) |
| Biały                                                                 | Kontuzjowany (K/INJ) |
| Biały                                                                 | Wyścig odwołany (OD/C) |
| Bez koloru                                                            | Został wycofany (WYC/WD) |
| Bez koloru                                                            | Nie przybył (NP/DNA) |
| Bez koloru                                                            | Nie brał udziału w treningach (NT/DNP) |
| Bez koloru                                                            | Nie został zgłoszony (–) |
| Pogrubienie                                                           | Start z pole position |
| Kursywa                                                               | Najszybsze okrążenie wyścigu |
| †                                                                     | Nie ukończył, ale jego rezultat został zaliczony ze względu na przejechanie więcej niż 90% dystansu wyścigu.                              |
| *                                                                     | Sezon w trakcie |
| 1/2/3                                                                 | Punktowana pozycja w sprincie kwalifikacyjnym                                                                                             |
| Lista systemów punktacji Formuły 1                                    | |

| Rok  | Zespół        | Wyniki w poszczególnych eliminacjach | Wyniki w poszczególnych eliminacjach | Wyniki w poszczególnych eliminacjach | Wyniki w poszczególnych eliminacjach | Wyniki w poszczególnych eliminacjach | Wyniki w poszczególnych eliminacjach | Wyniki w poszczególnych eliminacjach | Wyniki w poszczególnych eliminacjach | Wyniki w poszczególnych eliminacjach | Wyniki w poszczególnych eliminacjach | Wyniki w poszczególnych eliminacjach | Wyniki w poszczególnych eliminacjach | Wyniki w poszczególnych eliminacjach | Wyniki w poszczególnych eliminacjach | Wyniki w poszczególnych eliminacjach | Wyniki w poszczególnych eliminacjach | Wyniki w poszczególnych eliminacjach | Punkty | Pozycja |
| ---- | ------------- | ------------------------------------ | ------------------------------------ | ------------------------------------ | ------------------------------------ | ------------------------------------ | ------------------------------------ | ------------------------------------ | ------------------------------------ | ------------------------------------ | ------------------------------------ | ------------------------------------ | ------------------------------------ | ------------------------------------ | ------------------------------------ | ------------------------------------ | ------------------------------------ | ------------------------------------ | ------ | ------- |
| 2011 | Tech 1 Racing | ARA                                  | ARA                                  | BEL                                  | BEL                                  | ITA                                  | ITA                                  | MON                                  | DEU                                  | DEU                                  | HUN                                  | HUN                                  | GBR                                  | GBR                                  | FRA                                  | FRA                                  | CAT                                  | CAT                                  | 120    | 6       |
| 2011 | Tech 1 Racing | NU                                   | 1                                    | NU                                   | NU                                   | 1                                    | NU                                   | 4                                    | 3                                    | 1                                    | 6                                    | 23                                   | 8                                    | 8                                    | 9                                    | 18                                   | 11                                   | NU                                   | 120    | 6       |
| 2012 |               | ARA                                  | ARA                                  | MON                                  | BEL                                  | BEL                                  | DEU                                  | DEU                                  | RUS                                  | RUS                                  | GBR                                  | GBR                                  | HUN                                  | HUN                                  | FRA                                  | FRA                                  | CAT                                  | CAT                                  | 69     | 10      |
| 2012 | Tech 1 Racing | NU                                   | 4                                    | 4                                    | NW                                   | 13                                   | 14                                   | NU                                   | 5                                    | 3                                    | NU                                   | 15                                   | -                                    | -                                    | -                                    | -                                    | -                                    | -                                    | 69     | 10      |
| 2012 | Lotus         | -                                    | -                                    | -                                    | -                                    | -                                    | -                                    | -                                    | -                                    | -                                    | -                                    | -                                    | 12                                   | 7                                    | 9                                    | 8                                    | 6                                    | 17                                   | 69     | 10      |

### Podsumowanie
| Sezon | Seria                                         | Team                      | Wyścigi | Zwycięstwa | PP | NO | Podium | Punkty | Pozycja |
| ----- | --------------------------------------------- | ------------------------- | ------- | ---------- | -- | -- | ------ | ------ | ------- |
| 2008  | Fińska Formuła Renault                        | T.T. Racing Team          | 12      | 3          | 0  | 4  | 11     | 290    | 2       |
| 2008  | Północnoeuropejski Puchar Formuły Renault 2.0 | T.T. Racing Team          | 4       | 0          | 0  | 0  | 2      | 55     | 3       |
| 2008  | Estońska Formuła Renault                      | T.T. Racing Team          | 2       | 0          | 0  | 0  | 2      | 40     | 4       |
| 2009  | Północnoeuropejski Puchar Formuły Renault 2.0 | T.T. Racing Team          | 16      | 0          | 0  | 0  | 1      | 201    | 5       |
| 2010  | Europejska Formuła Renault                    | Koiranen Bros. Motorsport | 16      | 9          | 6  | 3  | 12     | 187    | 1       |
| 2010  | Północnoeuropejski Puchar Formuły Renault 2.0 | Koiranen Bros. Motorsport | 5       | 5          | 3  | 3  | 5      | 150    | 8       |
| 2011  | Formuła Renault 3.5                           | Tech 1 Racing             | 17      | 3          | 0  | 1  | 4      | 120    | 6       |
| 2011  | Auto GP World Series                          | Super Nova Racing         | 2       | 0          | 0  | 0  | 0      | 7      | 18      |
| 2012  | Formuła Renault 3.5                           | Tech 1 Racing             | 17      | 0          | 0  | 0  | 1      | 69     | 10      |
| 2012  | Formuła Renault 3.5                           | Lotus                     | 17      | 0          | 0  | 0  | 1      | 69     | 10      |
| 2012  | Grand Prix Makau                              | Galaxy Double R Racing    | 1       | 0          | 0  | 0  | 0      | N/A    | 13      |
| 2013  | Seria GP3                                     | Koiranen GP               | 16      | 0          | 1  | 1  | 4      | 107    | 7       |
| 2013  | Europejska Formuła 3                          | ThreeBond with T-Sport    | 3       | 0          | 0  | 0  | 0      | 0      | 30      |
| 2013  | Grand Prix Makau                              | Double R Racing           | 1       | 0          | 0  | 0  | 0      | N/A    | 21      |
| 2014  | Blancpain Endurance Series - Pro Cup          | ART Grand Prix            | 5       | 0          | 0  | 0  | 2      | 48     | 8       |
| 2014  | European Le Mans Series - GTC                 | ART Grand Prix            | 5       | 0          | 0  | 1  | 1      | 45     | 5       |